# Ostrowiec Świętokrzyski
Ostrowiec Świętokrzyski (Aussprache [ɔsˈtrɔvʲɛt͡s ɕfʲɛntɔˈkʂɨskʲi]) ist eine Mittelstadt in Polen in der Woiwodschaft Heiligkreuz. Die Stadt lebte früher vor allem von der Stahlindustrie, deren Bedeutung aber stark abgenommen hat.
Die Stadt ist Sitz der benachbarten Landgemeinde Bodzechów, gehört dieser aber nicht an.

## Geschichte
Die ersten Erwähnungen einer Siedlung an der Stelle des heutigen Ostrowiec Świętokrzyski stammen aus dem 14. Jahrhundert. 1624 erhielt der Ort das Stadtrecht. Im Jahr 1826 eröffnet in Ostrowiec die erste Zuckerfabrik auf polnischem Gebiet. 1919 wurde die Stadt Sitz eines Powiat. Bei einer Verwaltungsreform 1975 verlor die Stadt diesen Status und wurde Teil der Wojewodschaft Kielce. Bei einer erneuten Reform im Jahr 1999 wurde sie wieder Sitz des Powiat Ostrowiecki und Teil der Woiwodschaft Heiligkreuz.

## Politik

### Stadtpräsident
An der Spitze der Stadtverwaltung steht der Stadtpräsident. Seit 2014 war dies Jarosław Górczyński, der der PSL angehört, aber für sein eigenes Wahlkomitee, das auch von der christdemokratischen PO, der liberalen Nowoczesna, der linksgerichteten SLD und seiner eigenen PSL unterstützt wird, antrat. Er kandidierte 2024 nicht erneut. Die turnusmäßige Wahl im April 2024 führte zu folgendem Ergebnis:
- Artur Łakomiec (Wahlkomitee „Koalition Ja! Zur lokalen Verwaltung“) 58,1 % der Stimmen
- Krzysztof Ołownia (Prawo i Sprawiedliwość) 24,1 % der Stimmen
- Piotr Dasios (Wahlkomitee „Perspektive“) 10,6 % der Stimmen
- Monika Bryła-Mazurkiewicz (Wahlkomitee „Meine Stadt Ostrowiec“) 7,2 % der Stimmen

Damit wurde Łakomiec bereits im ersten Wahlgang für eine weitere Amtszeit wiedergewählt.
Die turnusmäßige Wahl im Oktober 2018 führte zu folgendem Ergebnis:
- Jarosław Górczyński (Wahlkomitee Jarosław Górczyński) 70,4 % der Stimmen
- Dariusz Kaszuba (Prawo i Sprawiedliwość) 23,0 % der Stimmen
- Dariusz Karwiński (Wahlkomitee „Selbstverwaltung und Unternehmen“) 6,6 % der Stimmen

Damit wurde Górczyński bereits im ersten Wahlgang für eine weitere Amtszeit wiedergewählt.

### Stadtrat
Der Stadtrat umfasst 23 Mitglieder, die direkt gewählt werden. Die Wahl im April 2024 führte zu folgendem Ergebnis:
- Wahlkomitee „Koalition Ja! Zur lokalen Verwaltung“ 54,9 % der Stimmen, 15 Sitze
- Prawo i Sprawiedliwość (PiS) 28,3 % der Stimmen, 7 Sitze
- Wahlkomitee „Perspektive“ 11,1 % der Stimmen, 1 Sitz
- Wahlkomitee „Meine Stadt Ostrowiec“ 5,3 % der Stimmen, kein Sitz
- Übrige 0,5 % der Stimmen, kein Sitz

Die Wahl im Oktober 2018 führte zu folgendem Ergebnis:
- Wahlkomitee Jarosław Górczyński 53,2 % der Stimmen, 15 Sitze
- Prawo i Sprawiedliwość (PiS) 26,2 % der Stimmen, 7 Sitze
- Wahlkomitee „Selbstverwaltung und Unternehmen“ 8,5 % der Stimmen, 1 Sitz
- Sojusz Lewicy Demokratycznej (SLD) / Lewica Razem (Razem) 5,5 % der Stimmen, kein Sitz
- Kukiz’15 3,6 % der Stimmen, kein Sitz
- Wahlkomitee Grigor Shaginian 3,0 % der Stimmen, kein Sitz

### Städtepartnerschaften
Partnerstädte von Ostrowiec sind
- Bila Zerkwa, Ukraine
- Gennevilliers, Frankreich
- North Lincolnshire, Großbritannien
- Pineto, Italien
- Bekabad, Usbekistan

## Kultur und Sehenswürdigkeiten
Unweit der Stadt befindet sich die Feuersteinmine Krzemionki, das größte Feuersteinbergwerk in Europa.

## Söhne und Töchter der Stadt
- Dawid Bajgelmann (1887–1944/45), Musiker
- Danuta Straszyńska (* 1942), Hürdenläuferin und Sprinterin
- Mira Kubasińska (1944–2005), Bluessängerin
- Zbigniew Pacelt (1951–2021), Politiker und Sportler, auch Ehrenbürger von Ostrowiec Świętokrzyski
- Lech Majewski (* 1952), Kommandeur der Polnischen Luftstreitkräfte
- Mirosław Baka (* 1963), Schauspieler
- Jacek Podsiadło (* 1964), Dichter, Publizist und Übersetzer
- Andrzej Kobylański (* 1970), ehemaliger Fußballnationalspieler
- Kamil Kosowski (* 1977), Fußballnationalspieler
- Mariusz Jop (* 1978), Fußballnationalspieler
- Paweł Strąk (* 1983), Fußballspieler
- Wiktor Kamiński (* 2004), Fußballspieler